# Katedra w Porto
Sé Catedral, znana także jako Sé do Porto – katedra rzymskokatolicka pod wezwaniem Wniebowzięcia Najświętszej Maryi Panny w Porto, w Portugalii. Jest to świątynia obronna o potężnych i wysokich murach. Pierwotnie budowla romańska, przebudowana została w XVIII wieku w stylu barokowym. We wnętrzu świątyni znajduje się srebrny ołtarz. Renesansowe schody prowadzą do sali kapitulnej. Wraz z całym historycznym centrum miasta katedra znajduje się na Liście Światowego Dziedzictwa UNESCO.

Katedra w Porto
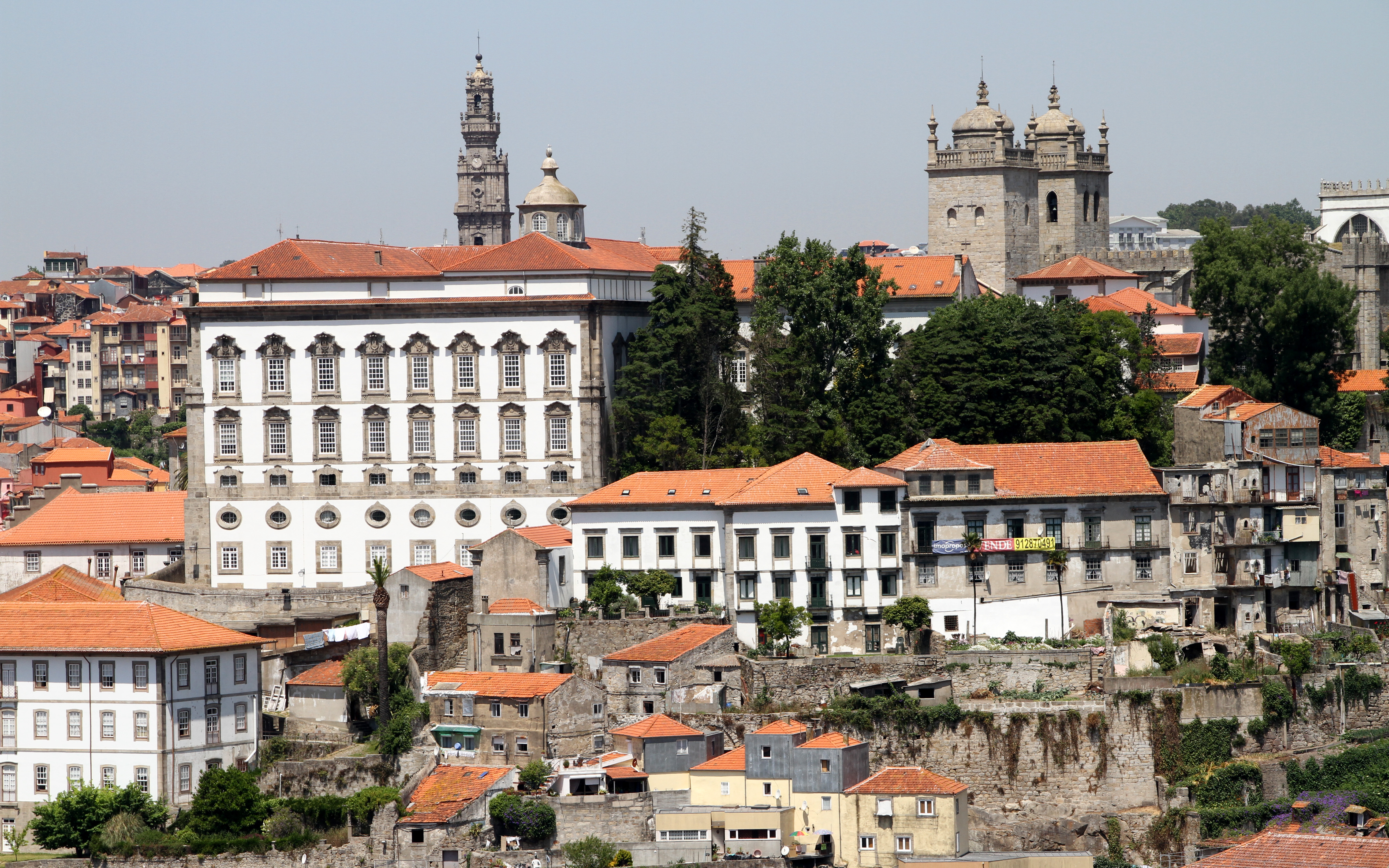
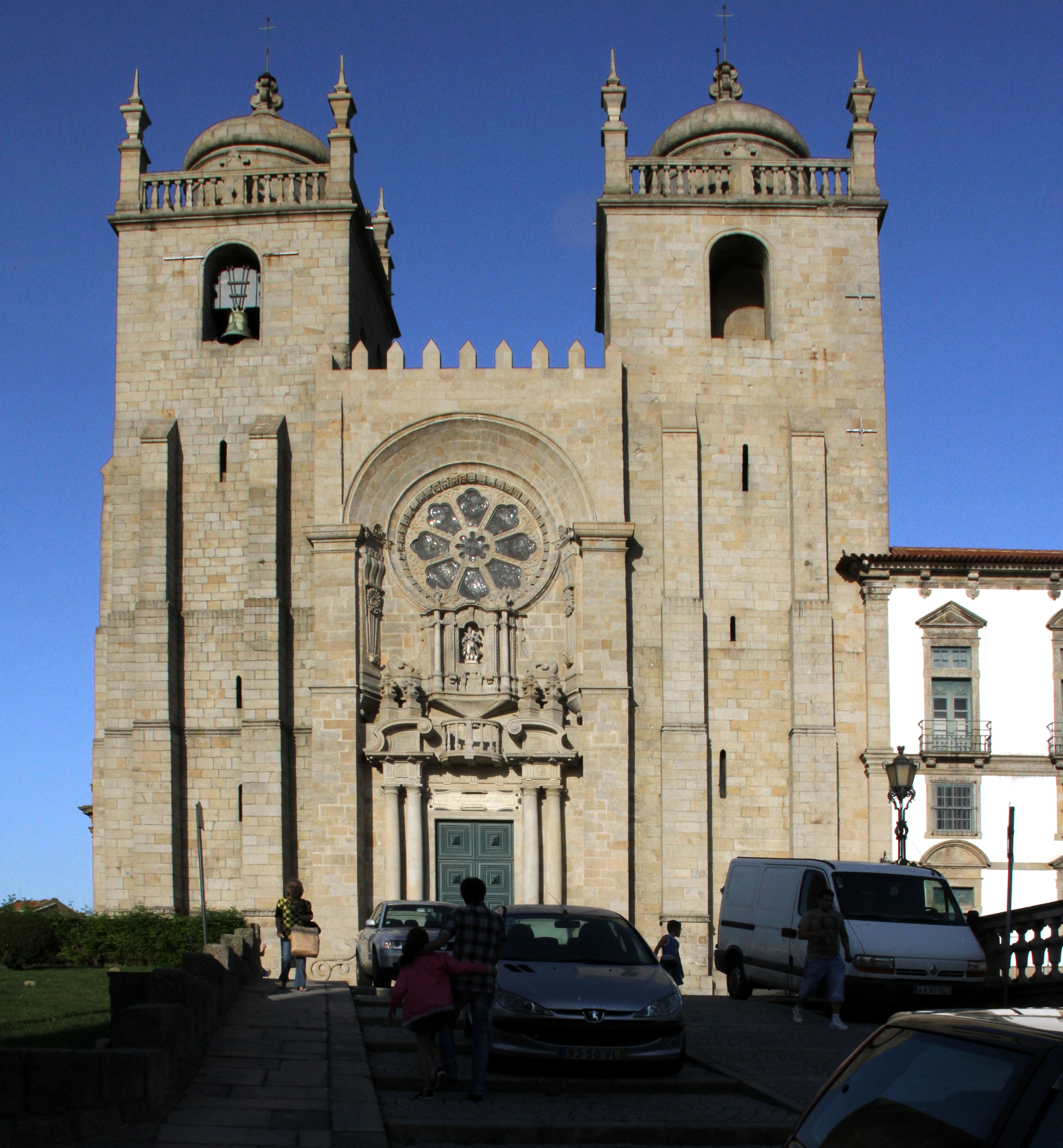
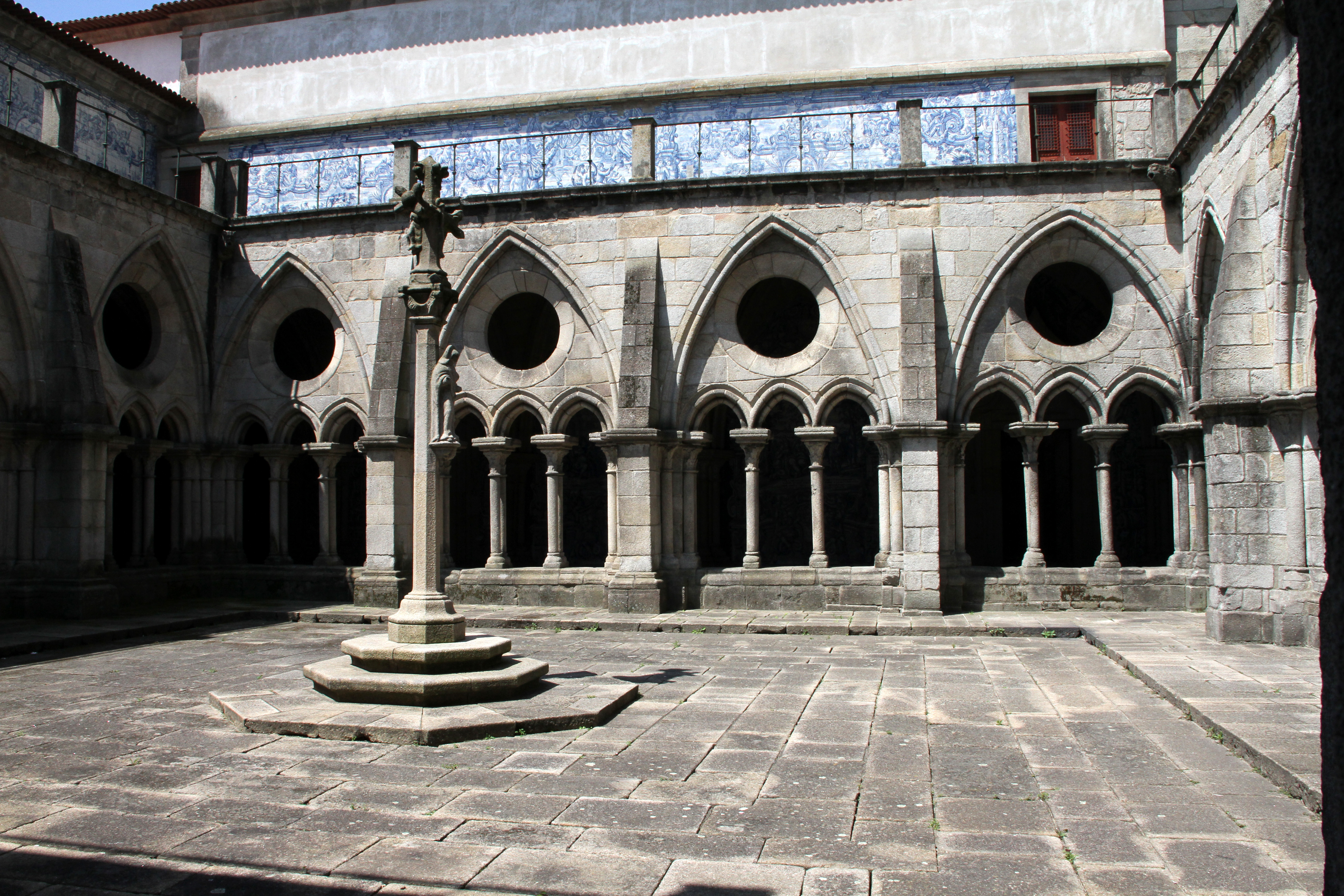
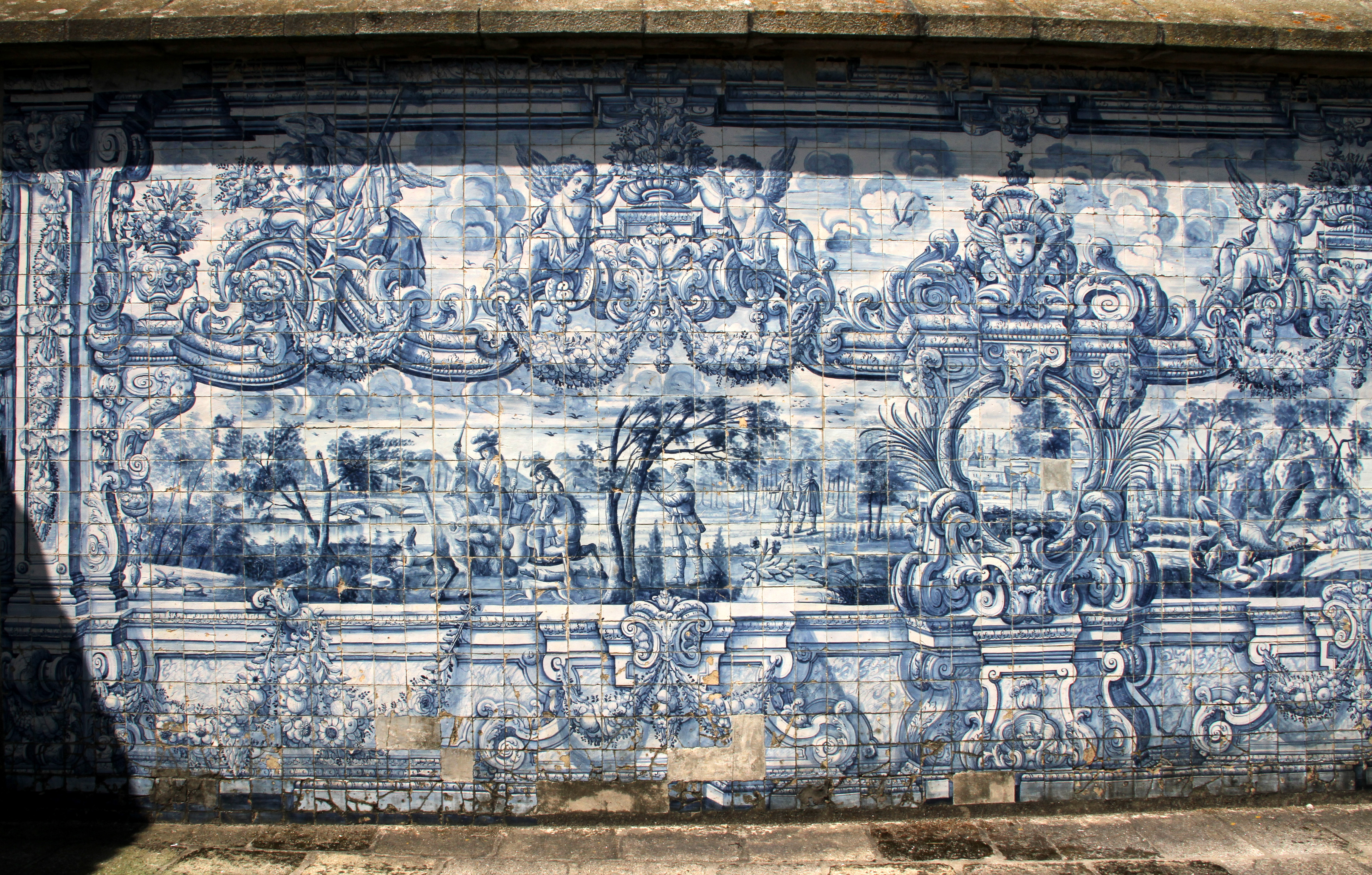
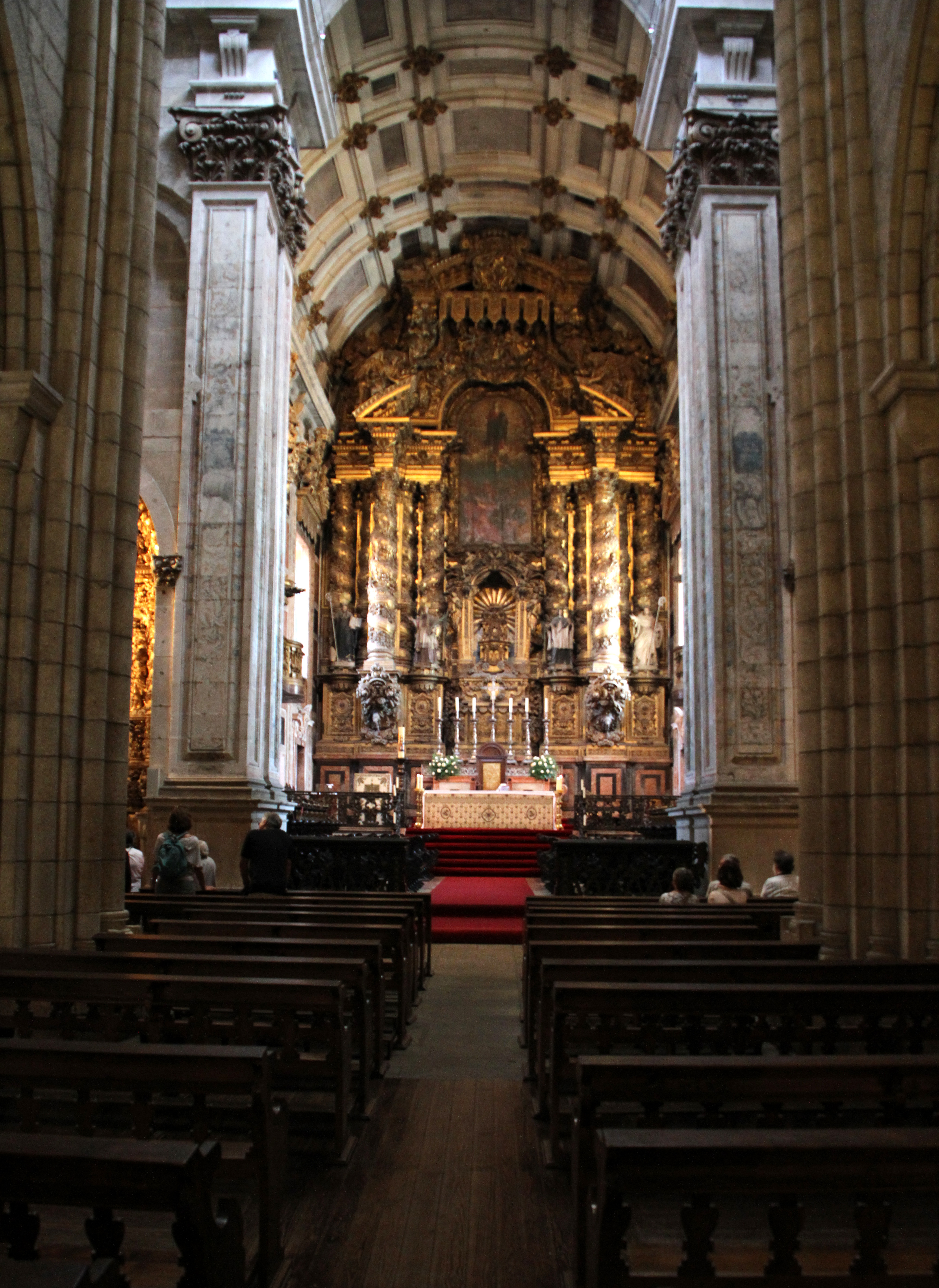
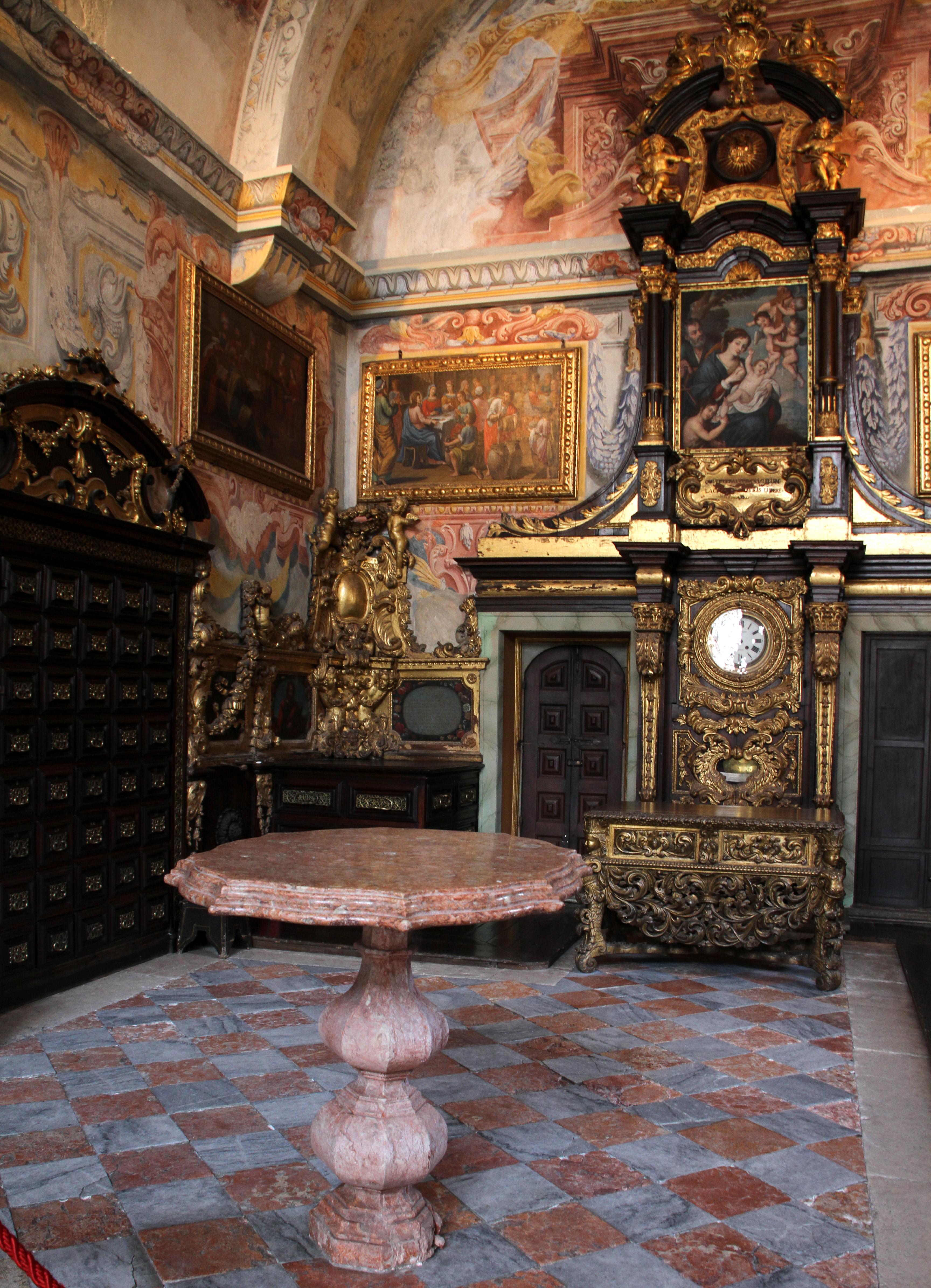
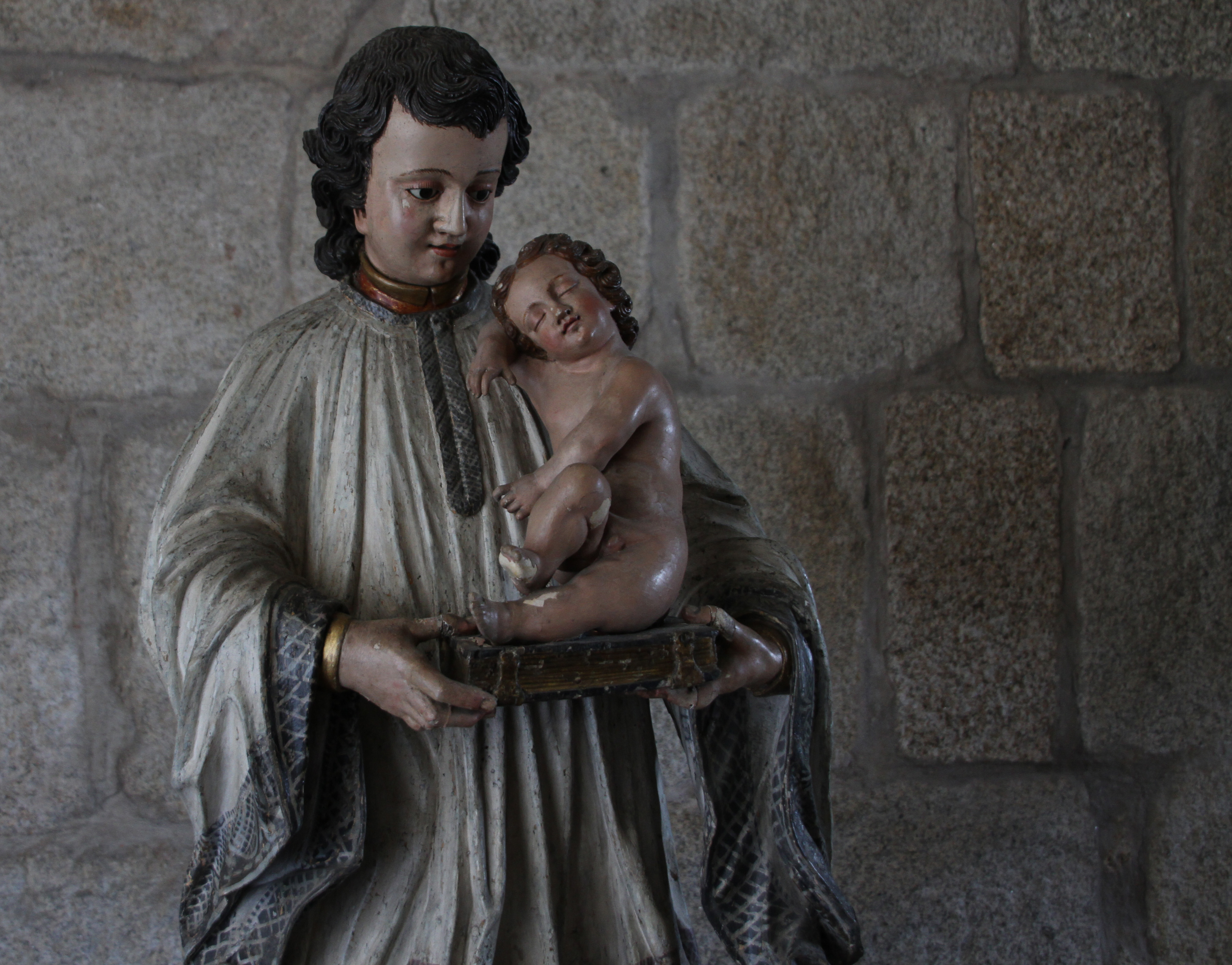